# Spoorlijn Aalsmeer - Haarlem
De spoorlijn Aalsmeer – Haarlem was onderdeel van de Haarlemmermeerspoorlijnen, aangelegd door de HESM (Hollandsche Electrische-Spoorweg-Maatschappij). De lijn liep van Aalsmeer via Hoofddorp en Vijfhuizen naar Haarlem. De spoorlijn werd in 1912 geopend en werd in 1935 voor reizigersvervoer gesloten. Goederenvervoer vond op een deel van het traject nog tot 1953 plaats. De spoorweg is volledig opgebroken, maar er zijn in het landschap nog restanten terug te vinden.

## Geschiedenis
De spoorlijn werd geopend op 2 augustus 1912 en voor reizigersvervoer gesloten op 31 december 1935. Het gedeelte Aalsmeerderweg – Hoofddorp bleef nog tot 9 juni 1943 open voor goederenverkeer. 
In 1941 is, op last van de Duitse bezetter, als zijtak van deze spoorlijn vanaf de halte Aalsmeerderweg, een spoorlijn aangelegd naar de militaire 'Fliegerhorst Schiphol' (het tegenwoordige Schiphol-Oost). Deze was vooral bedoeld voor het aanvoeren van materialen en goederen naar het vliegveld. Na een vernietigend bombardement van de United States Army Air Forces (USAAF) op 13 december 1943 is het vliegveld niet meer in gebruik genomen. In september 1944 zijn de restanten van het vliegveld opgeblazen en daarna zijn de puinhopen blijven liggen tot aan het einde van de oorlog in 1945. In 1944 werd er nog wel van de spoorlijn gebruik gemaakt om materialen af te voeren. In september 1944 kwam hier een einde aan met de Spoorwegstaking, toen het spoorwegverkeer grotendeels kwam stil te liggen. Daarna werd de spoorlijn opgebroken.
Het gedeelte van Aalsmeer tot Aalsmeerderweg werd voor goederenvervoer gesloten op 15 december 1953. Dit was niet vanwege financiële tegenslagen want de opbrengsten waren immers goed, maar door de in slechte staat verkerende brug over de Ringvaart van de polder werd de brug opgebroken en treinverkeer stilgelegd.
Er hebben alleen stoomtreinen op het traject gereden. Het traject lag voor een deel achter de Geniedijk dat onderdeel is van de UNESCO-werelderfgoedlijst.
Op de plaats van de vroegere spoorbrug over de Ringvaart bij Station Vijfhuizen ligt sinds 2002 een aquaduct voor de bussen van de Zuidtangent.

### Afbeeldingen

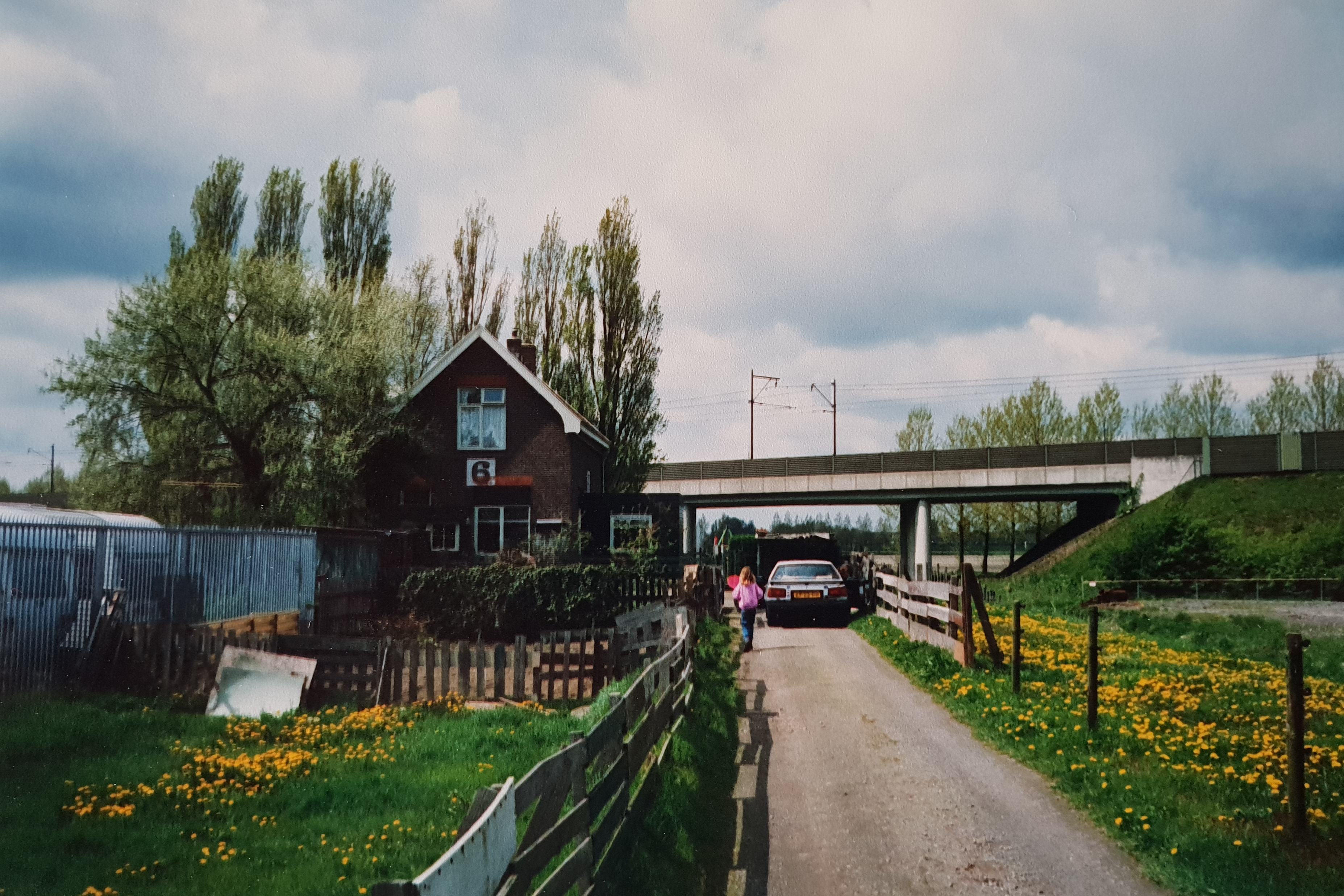
Halte Sloterweg Noord; 1991 (afgebroken in 2004).
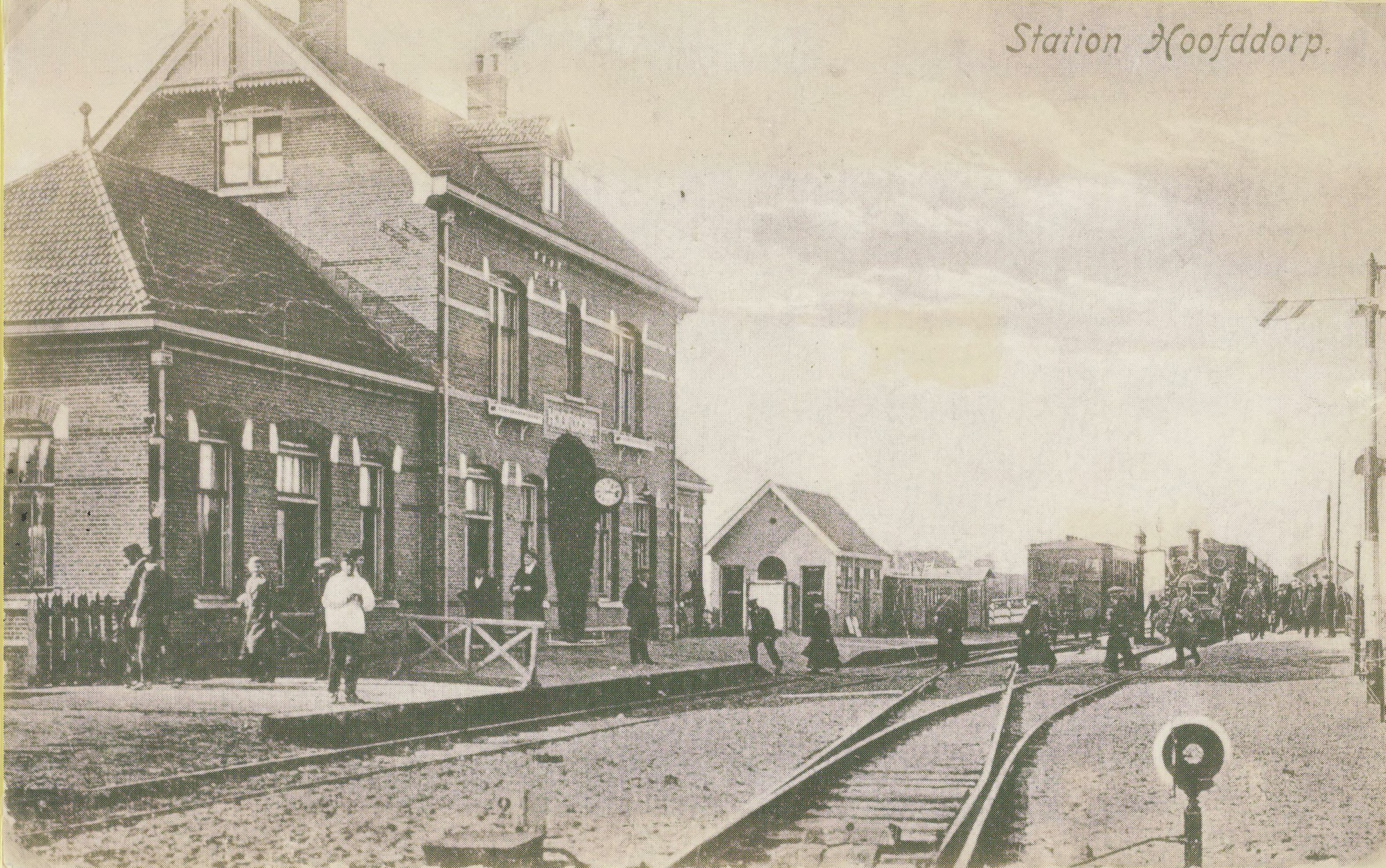
Station Hoofddorp; 1912.
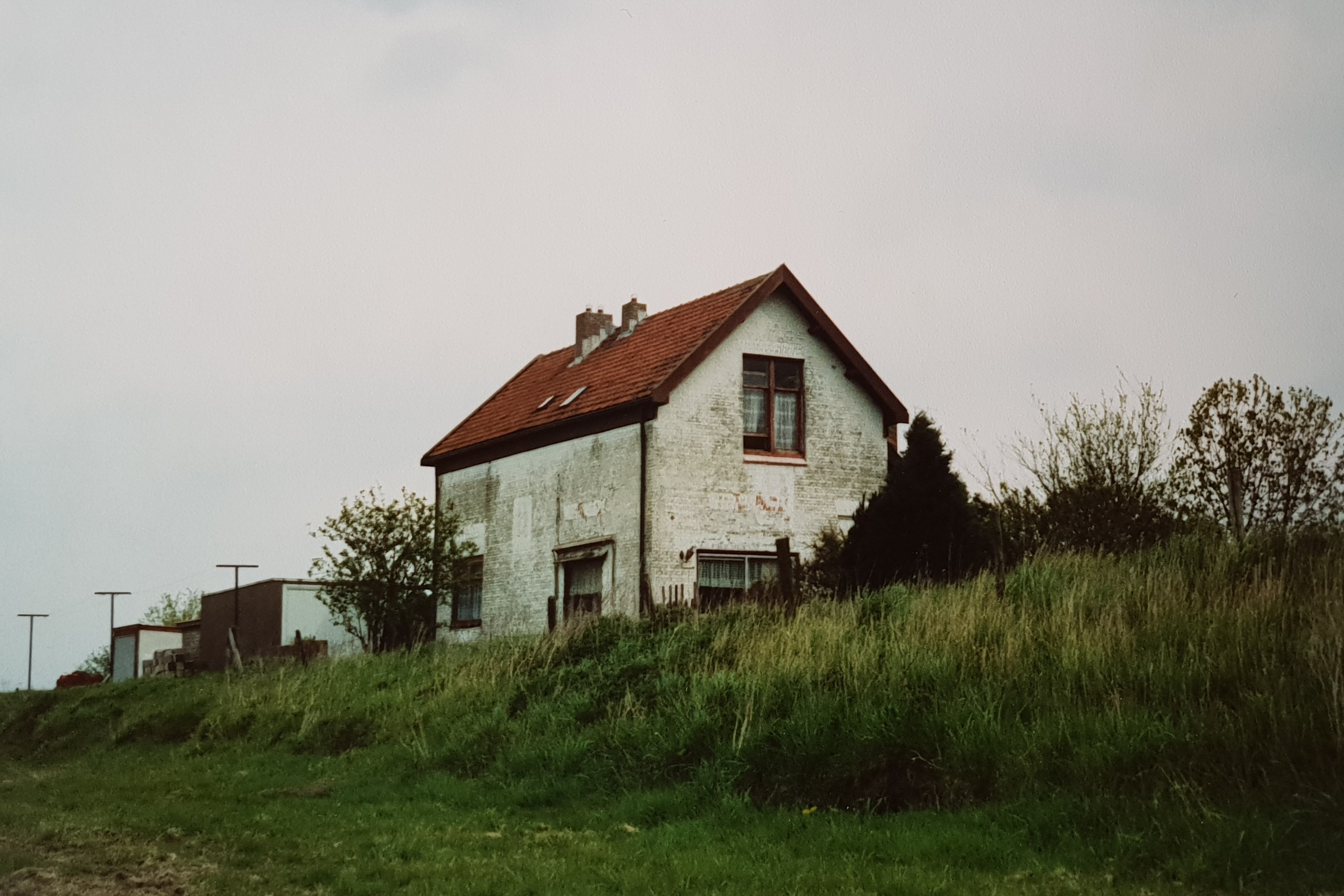
Wachtpost 9 aan de IJweg; 1991 (afgebroken in 2002).

## Nog overgebleven
Anno 2020 is in het landschap een deel van de voormalige spoorlijn terug te vinden in de vorm van dijklichamen. Op delen van deze voormalige spoorlijn liggen fiets- en of voetpaden. Zo is in Aalsmeer de spoorboog richting de Stommeerkade omgevormd tot een fietspad. In De Hoek tussen de A4 en de Rijnlanderweg ligt een fietspad op het voormalige tracé van de spoorlijn. Aan de oostzijde van de Meerwijk in Haarlem is vanaf Wachtpost 12 naar het noorden toe een voetpad aanwezig en aan de oostzijde van de Haarlemse Boerhaavewijk is een fietspad aangelegd op de voormalige spoorlijn. Ten noorden van de N205 is er tot aan de Fuikvaart een weg op het tracé te vinden en vanaf de Fuikvaart tot aan de Amsterdamsevaart waar het aansluit op snelfietsroute F200, vlakbij ligt het haltegebouw Rijksstraatweg, het Meerspoorpad dat een fietspad en deels voetpad is. 
Ook zijn er diverse bouwwerken zoals bruggenhoofden, woningen, wachtposten en stations bewaard gebleven. 

### Adressen van stations en woningen
- Station Aalsmeer: Stommeerweg 1
- Halte Aalsmeerderweg (4): Aalsmeerderweg 505, Rozenburg
- Station Hoofddorp: Stationsweg 9
- Spoorwoning 7: Burgemeester Pabstlaan 16, Hoofddorp
- Spoorwoning 8: IJweg 864, Hoofddorp
- Dubbele spoorwoning 10A en 10B: Spieringweg 506 en 508, Vijfhuizen
- Station Vijfhuizen: Spieringweg 510
- Spoorwoning 12: Vijfhuizen 2, Haarlem
- Halte Rijksstraatweg (14): Amsterdamsevaart 274, Haarlem
- Spoor 1 van Station Haarlem en het spoor dat naar de werkplaats van NedTrain loopt (parallel aan de spoorlijn Amsterdam - Haarlem) maakten indertijd deel uit van de spoorlijn Aalsmeer - Haarlem. Tevens staat er nog een retirade gebouwtje aan de oostzijde op het perron.

### Afbeeldingen

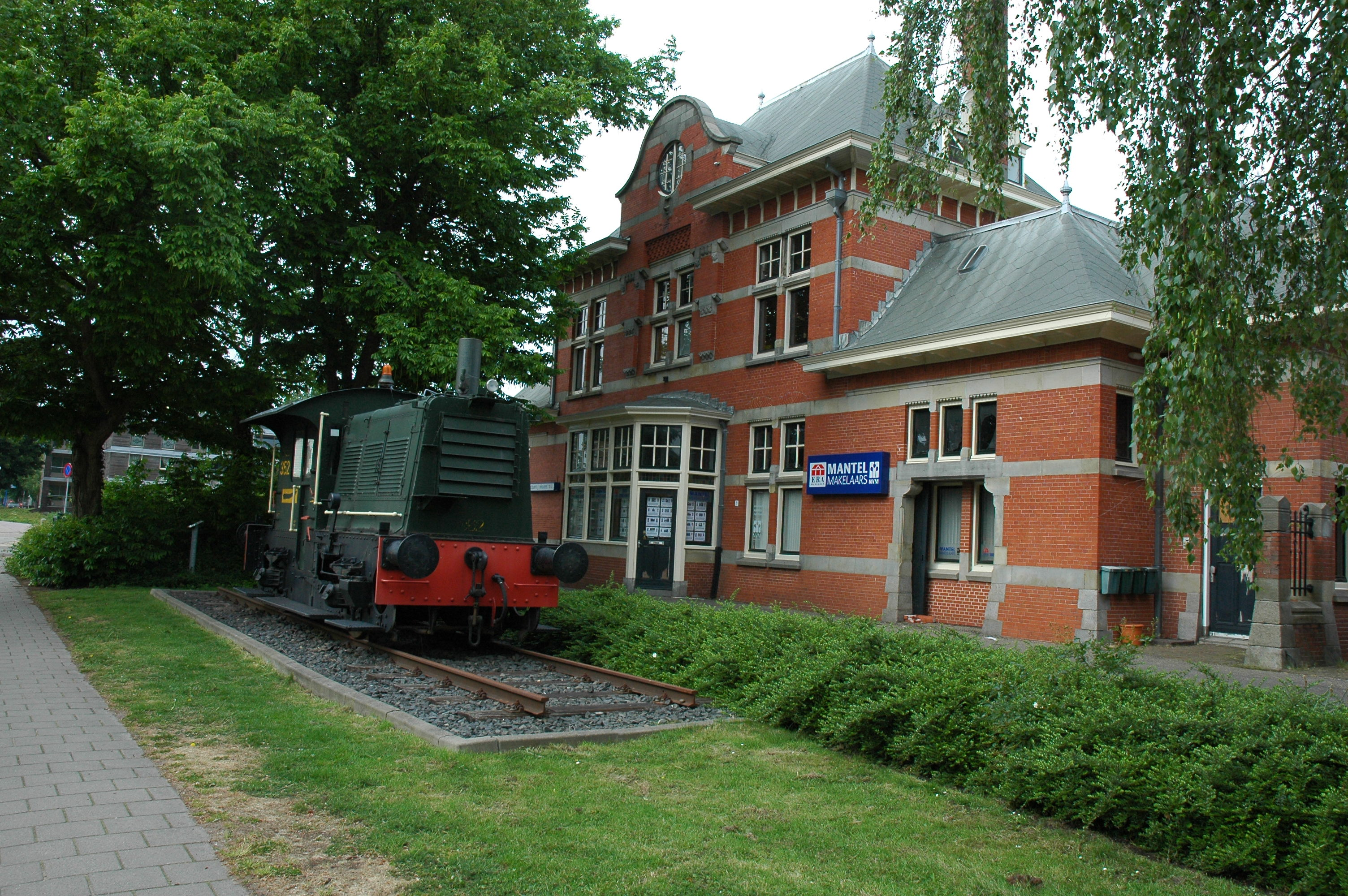
Station Aalsmeer; 2007. Als blikvanger staat sinds 2000 locomotor 352 aan de straatzijde op een kort stuk spoor.
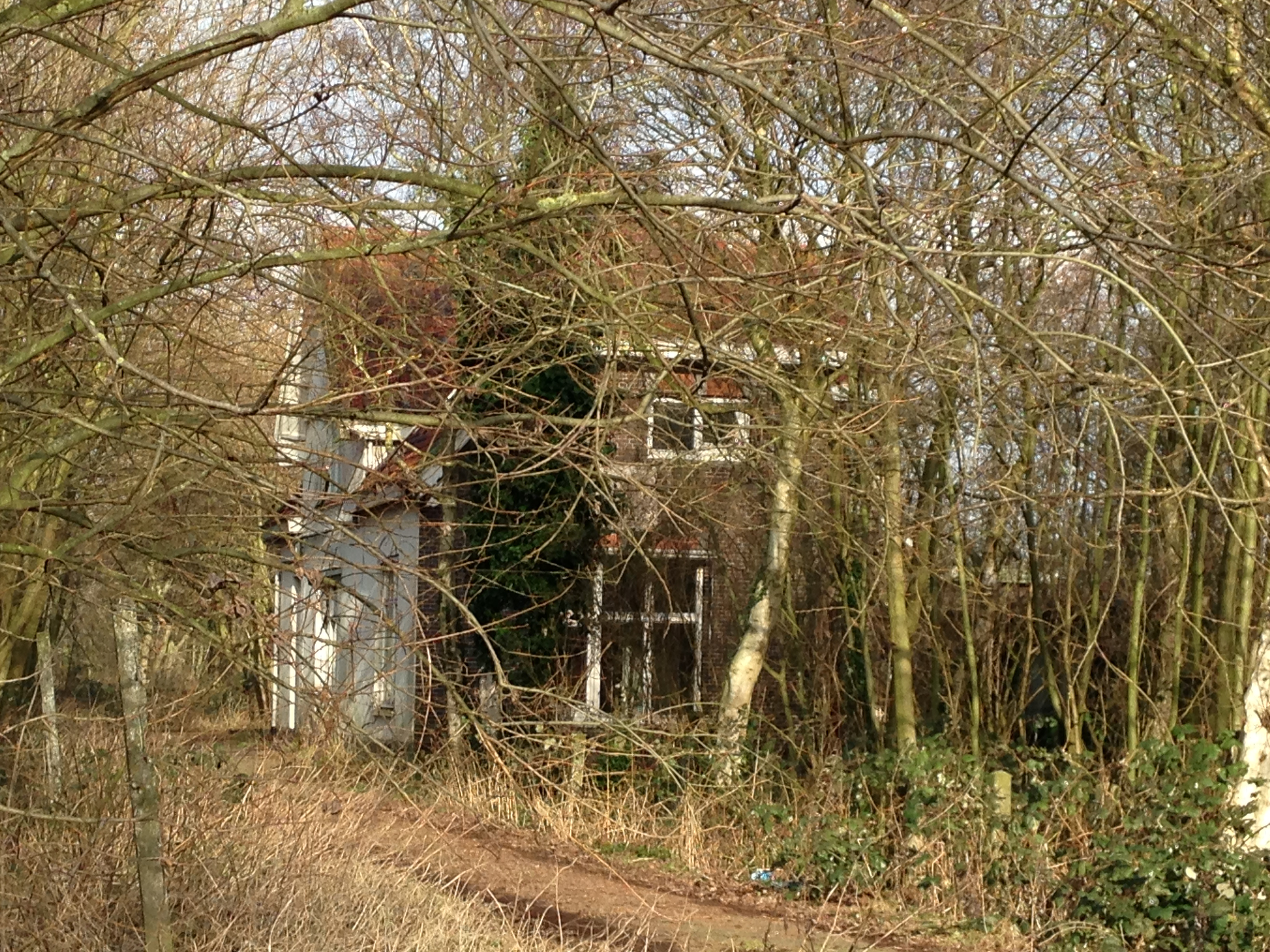
Halte Aalsmeerderweg (4); 2016.
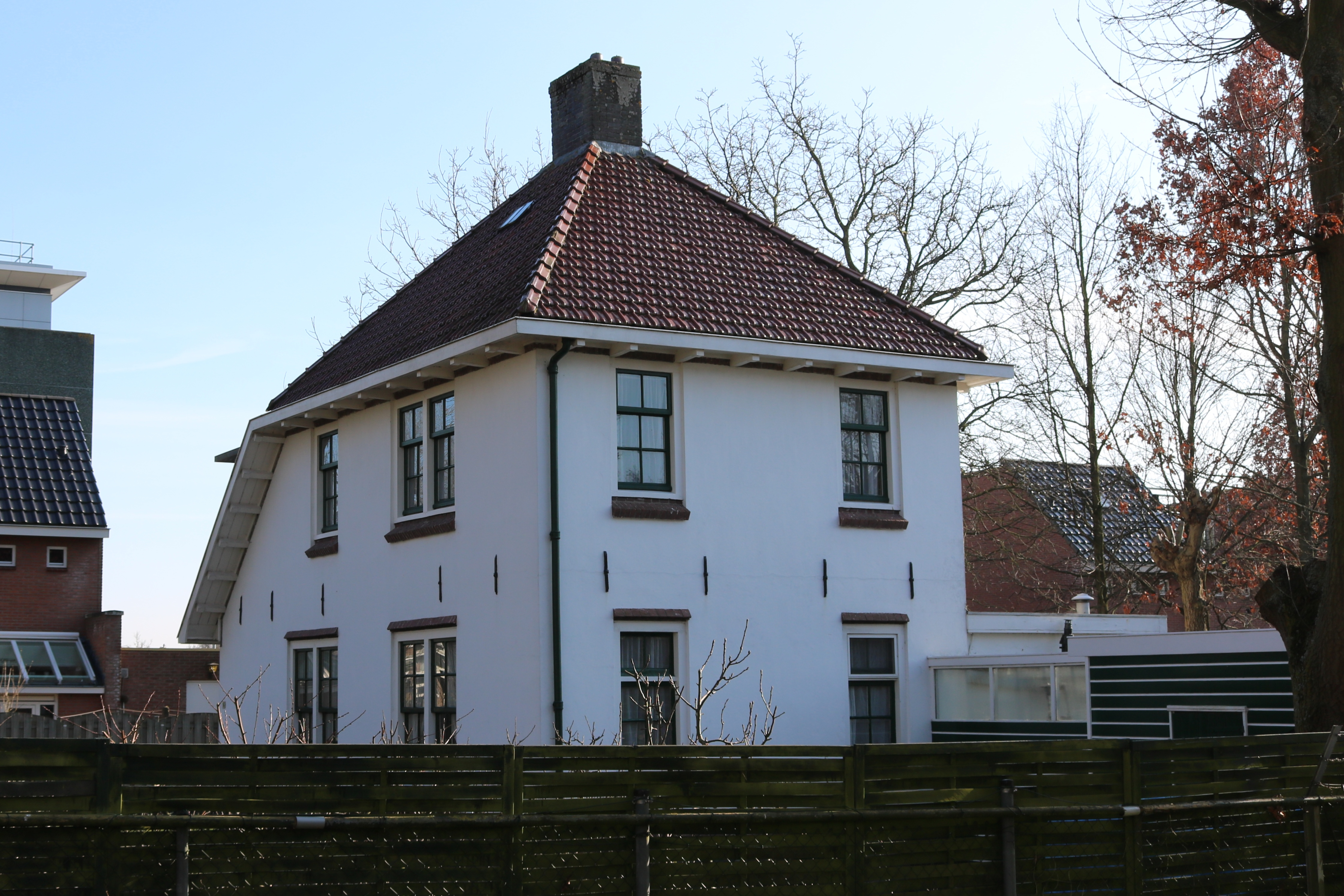
Voormalige wachterswoning 7 te Hoofddorp; 2018.
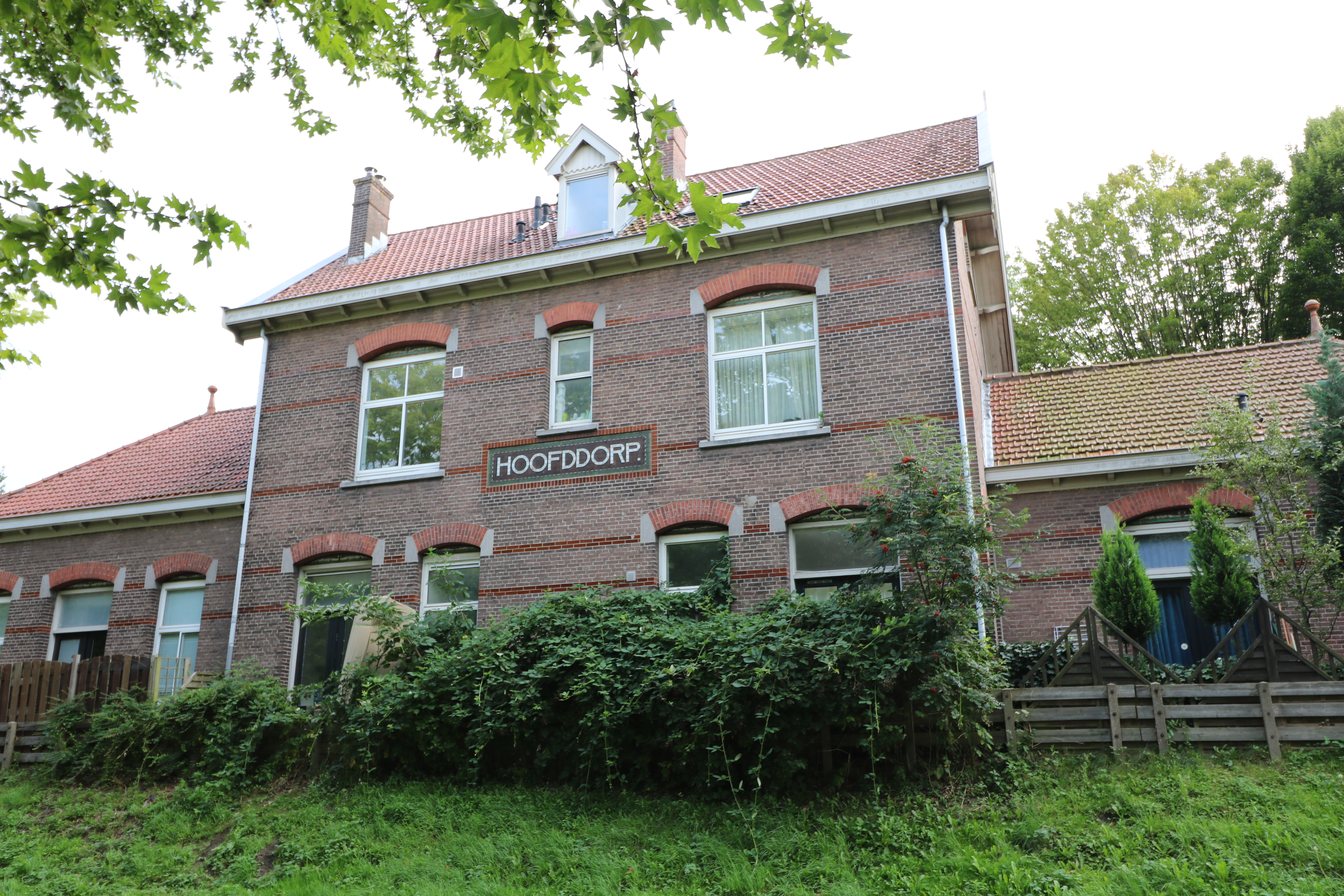
Station Hoofddorp; 2017.
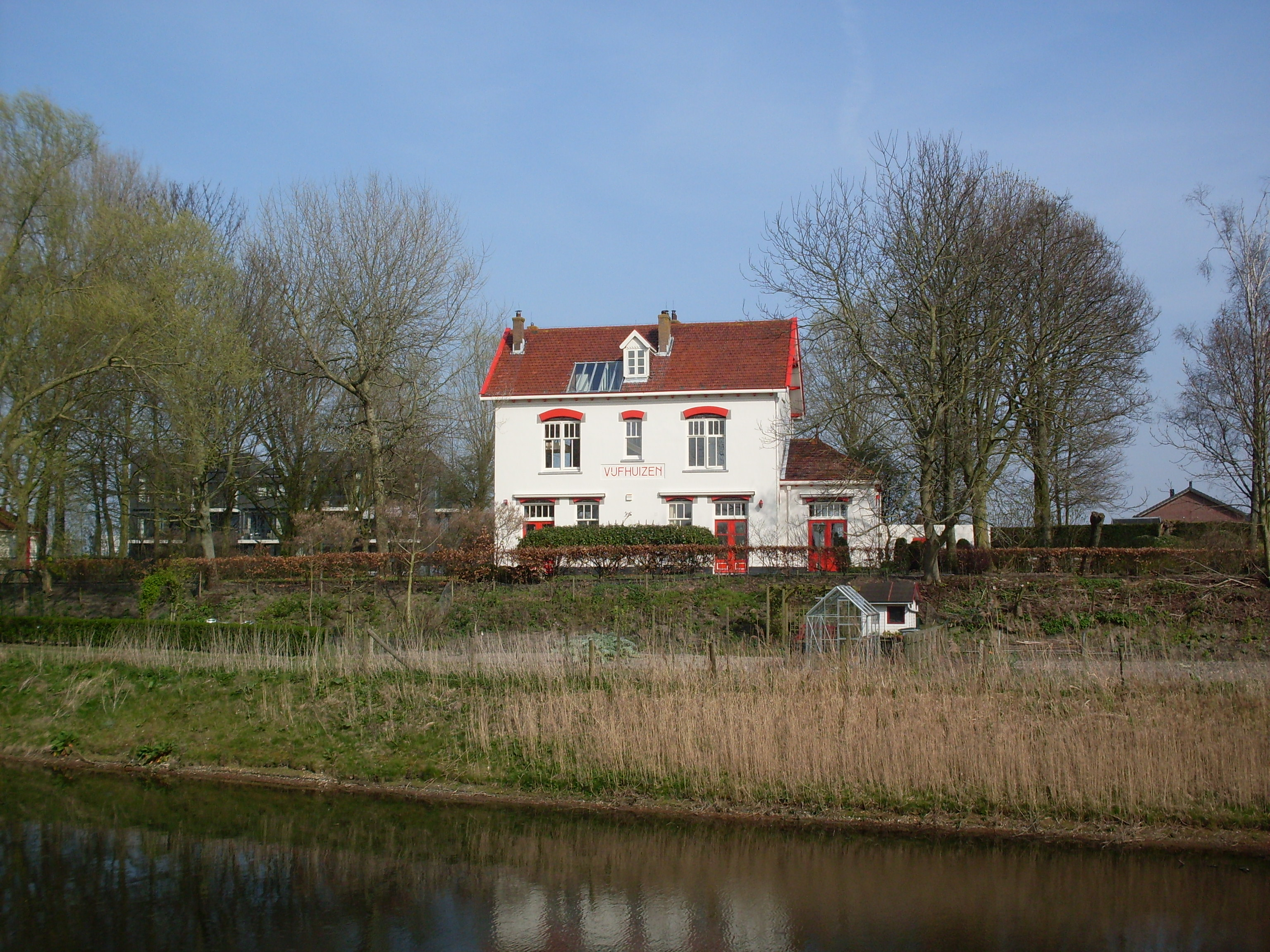
Station Vijfhuizen; 2014.
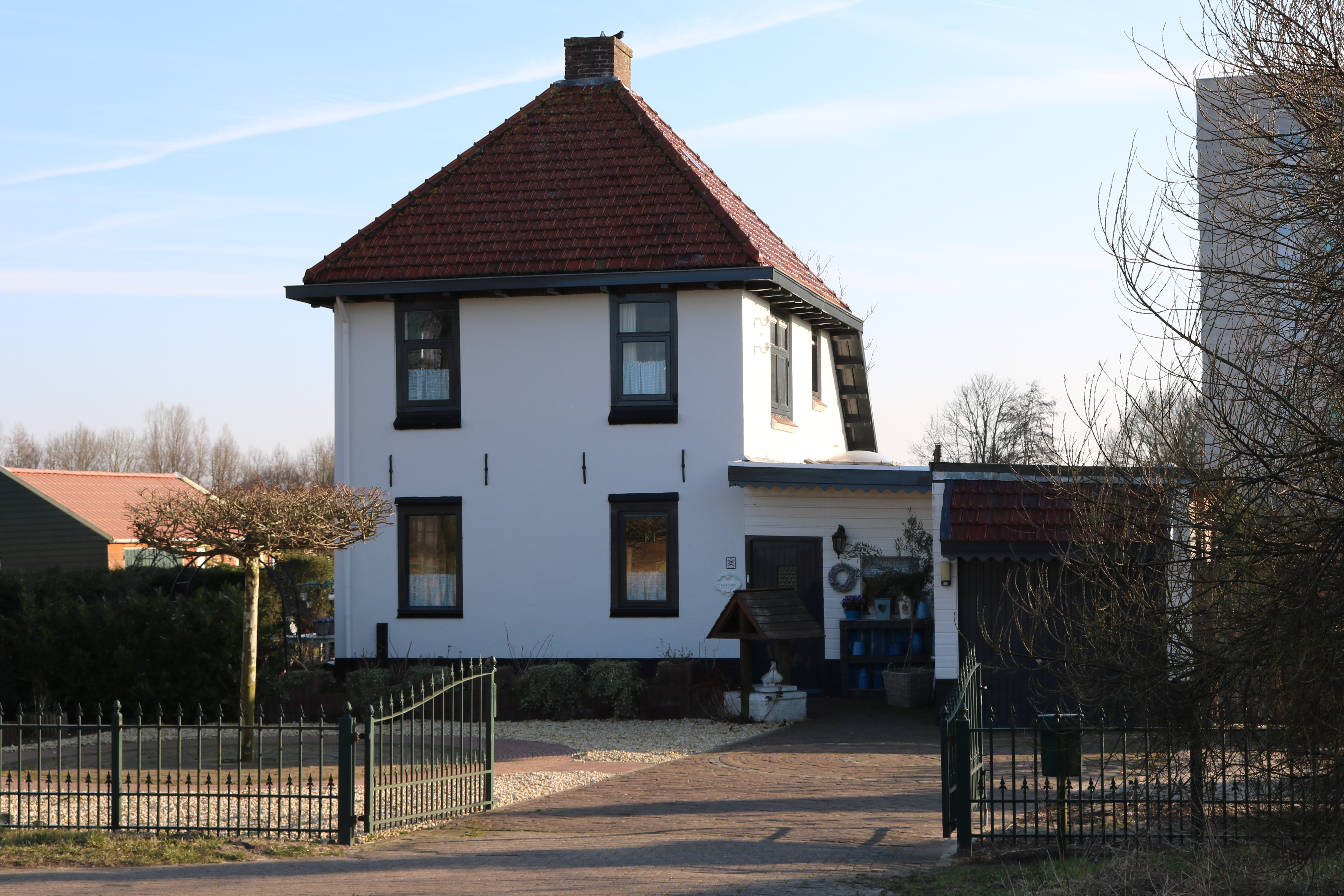
Voormalige spoorwoning 12.
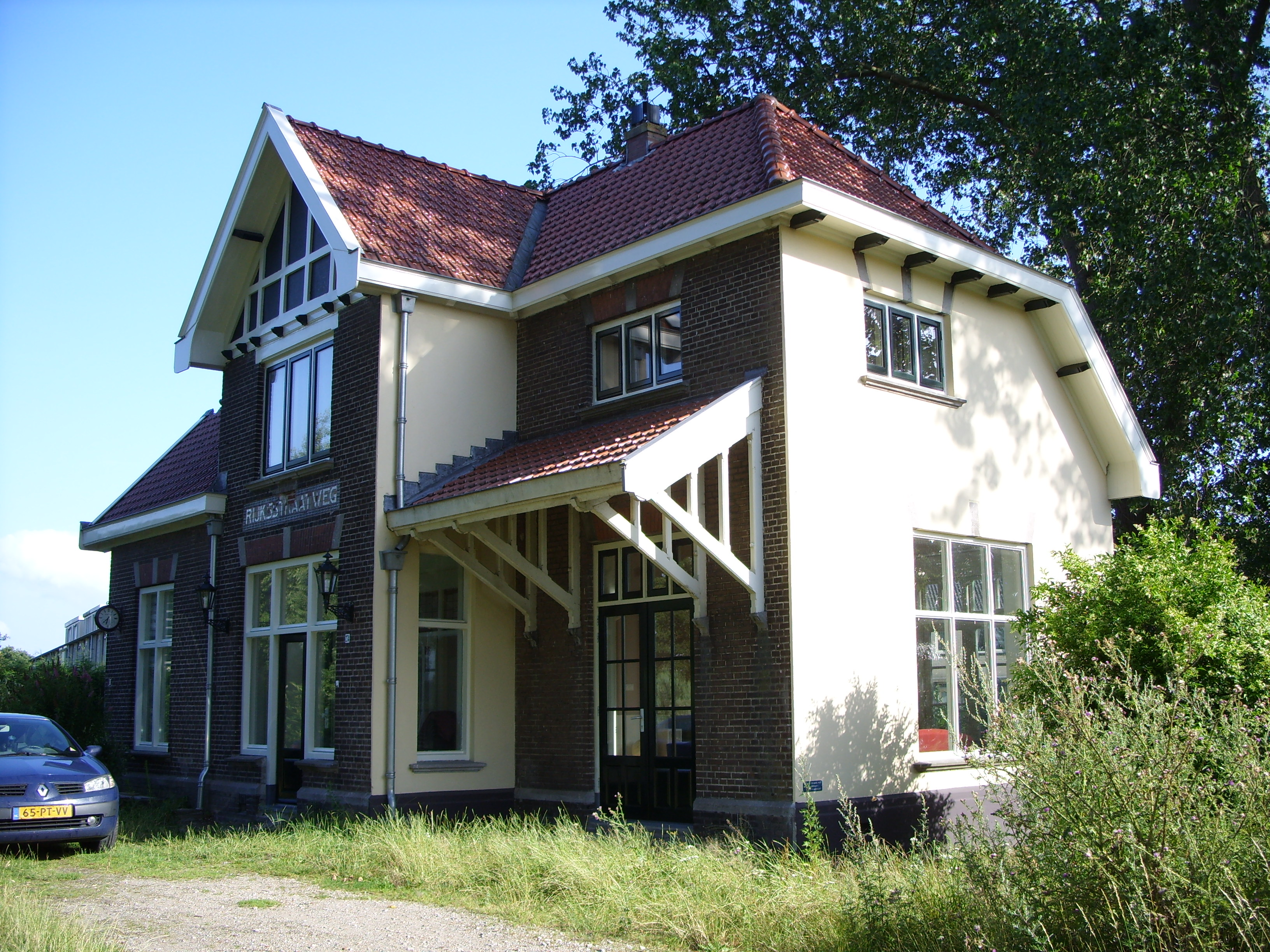
Halte Rijksstraatweg (14); 2009.
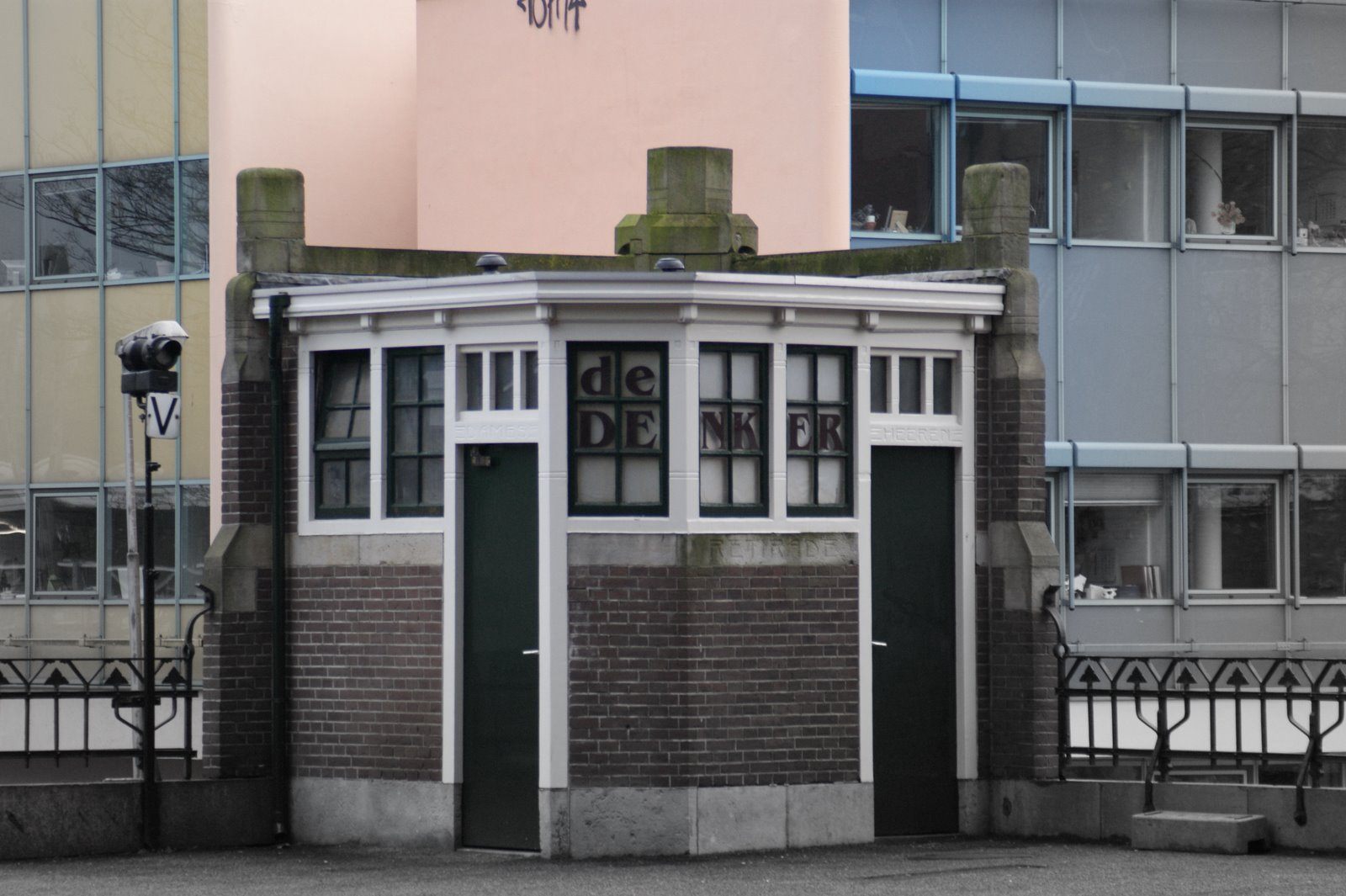
Dit kleine retirade gebouw op station Haarlem is een overblijfsel van de spoorlijn.